# Кармалка (приток Прорвы)
Кармалка — река в России, протекает по Башкортостану. Устье реки находится по левому берегу реки Прорва у села Воиновка. Длина реки составляет 21 км.

## Данные водного реестра
По данным государственного водного реестра России относится к Камскому бассейновому округу, водохозяйственный участок реки — Белая от города Стерлитамак до водомерного поста у села Охлебино, без реки Сим, речной подбассейн реки — Белая. Речной бассейн реки — Кама.
Код объекта в государственном водном реестре — 10010200712111100018630.